# آلية المقص

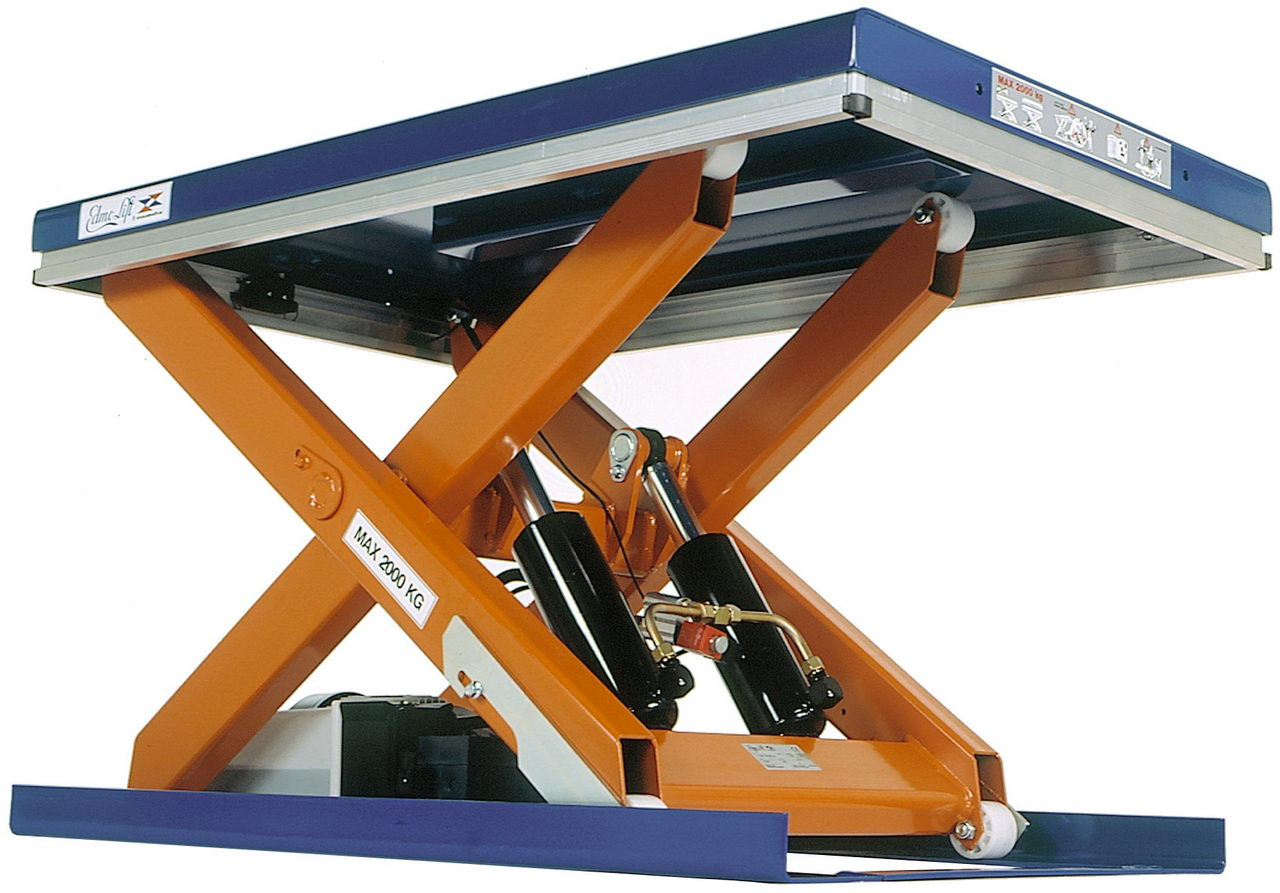
نموذج رافعة مقصية.

تستخدم آلية المقص دعامات مترابطة قابلة للطي في نمط "X" متقاطع. و يم استخدام هذه الآلية في أجهزة مثل طاولات الرفع والمصاعد.

## آلية العمل
يتم التمديد عن طريق الضغط على الجزء الخارجي من مجموعة من الدعامات (قد تكون مكابس هيدروليكية) موجودة في أحد طرفي الآلية، مما يؤدي إلى إطالة نمط التقاطع. يمكن تحقيق ذلك بالإضافة للوسائل الهيدروليكية، وسائل هوائية أو ميكانيكية أو العضلات ببساطة.
قد لا يتطلب الأمر أي قوة للعودة إلى موقعه الأصلي، ولكن ببساطة الإفراج عن الضغط الأصلي.